# Unidad Grajales INFONAVIT
Unidad Grajales INFONAVIT är en ort i Mexiko.   Den ligger i kommunen Nopalucan och delstaten Puebla, i den sydöstra delen av landet, 140 km öster om huvudstaden Mexico City. Unidad Grajales INFONAVIT ligger 2 396 meter över havet och antalet invånare är 1 074.
Terrängen runt Unidad Grajales INFONAVIT är en högslätt, och sluttar österut. Runt Unidad Grajales INFONAVIT är det tätbefolkat, med 319 invånare per kvadratkilometer. Närmaste större samhälle är Huamantla, 14,5 km nordväst om Unidad Grajales INFONAVIT. Trakten runt Unidad Grajales INFONAVIT består till största delen av jordbruksmark.